# Позняківське кладовище
Познякі́вське кладовище — некрополь у Дарницькому районі міста Києва. Виник наприкінці XIX століття, для поховання мешканців села Позняки. Відомий також як Старе Дарницьке кладовище — на відміну від нової частини, яка виникла у 1947 році.
За офіційною інформацією відкрито у 1925 році. Проте, деякі надгробки датовані ще 1904 роком. Це найстаріші із поховань Лівобережжя, що збереглися. Село Позняки сильно постраждало від Голодомору та під час Другої світової війни, тож на кладовищі можна знайти могили й тих страшних часів. Тут поховані захисники Києва, розстріляні німцями та поліцаями селяни, залізничники. Напівзакрите, на 2001 рік — 1347 поховань, але реальна кількість хрестів та надгробків — вдвічі менша.
У другій половині XX століття кладовище закрили для поховань. З 2005 року відкрите для повторного поховання (поховання труни в родинну могилу).

## Галерея

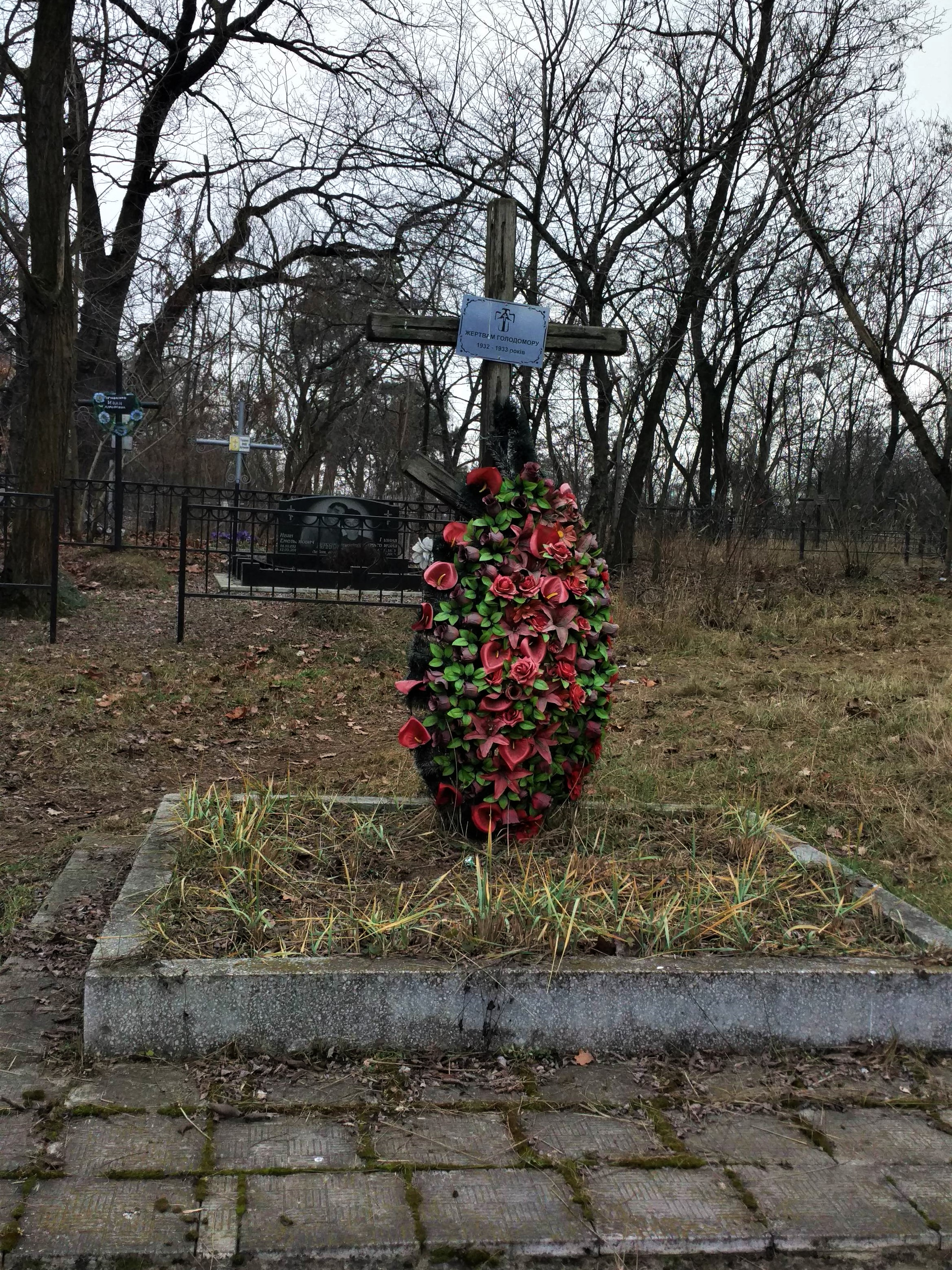
Хрест пам'яті жертв Голодомору
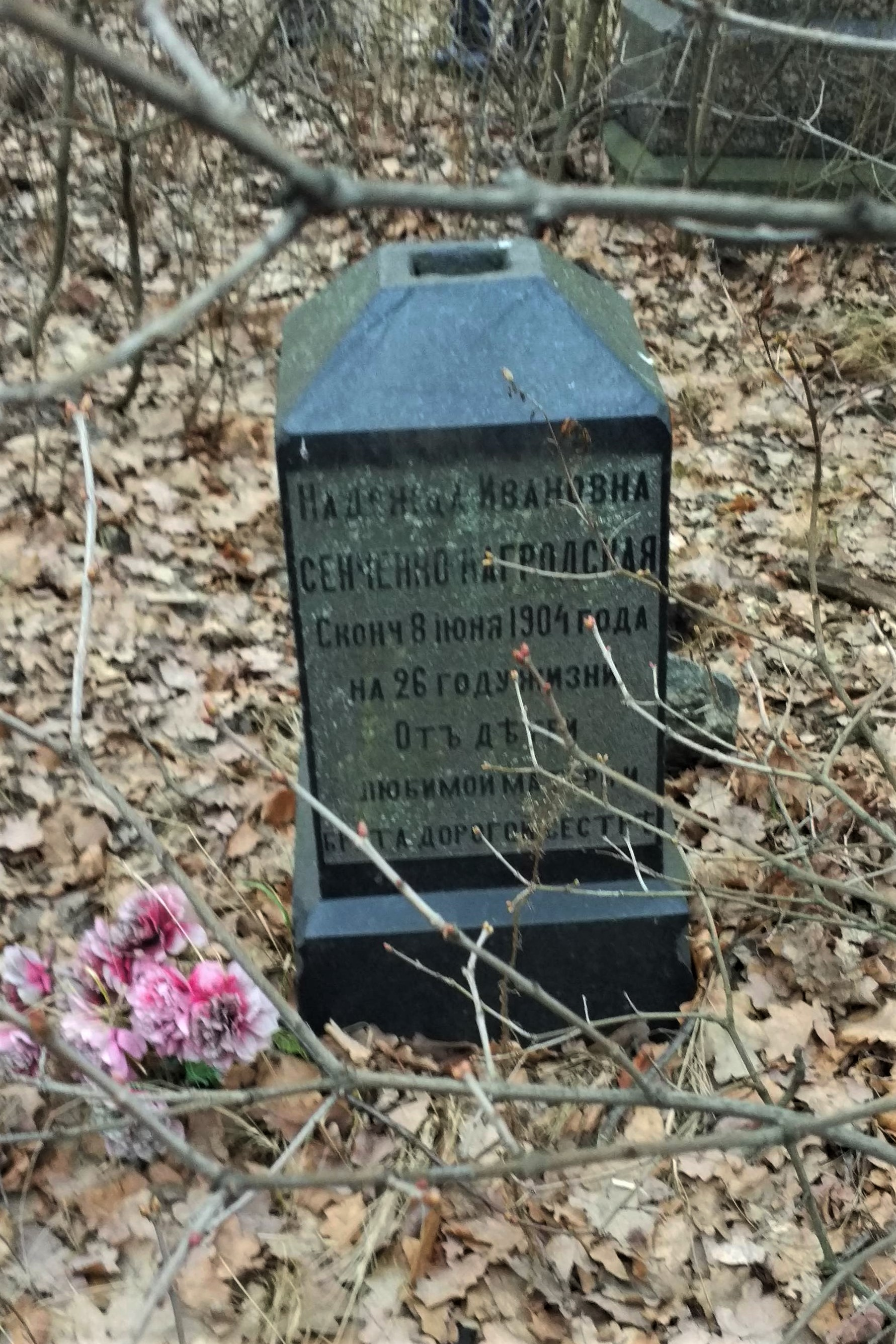
Поховання 1904 року
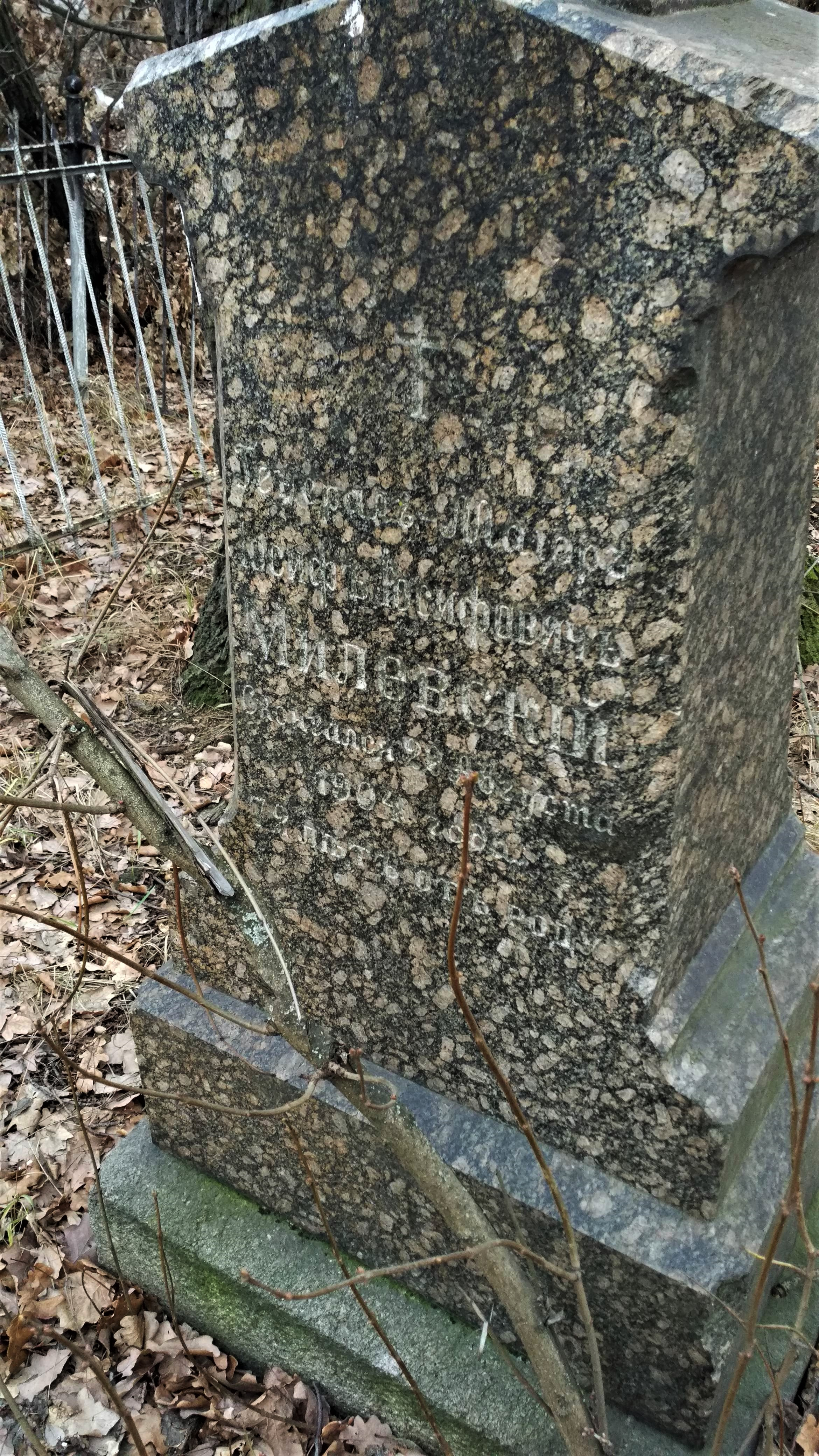
Старий надгробок